# Heo Sung-tae
Heo Sung-tae (em coreano: 허성태, 20 de outubro de 1977) é um ator sul-coreano com mais de sessenta créditos no cinema e na televisão, que ganhou destaque nacional no filme de suspense The Age of Shadows de 2016, e tornou-se reconhecido pelo público por interpretar Jang Deok-su na série de televisão da Netflix, Squid Game, de 2021.

## Biografia
Heo Sung-tae nasceu em Busan, na Coreia do Sul. Licenciou-se na Universidade Nacional de Pusan. Antes de ser ator, vendeu televisores do mercado russo para a LG Corporation. Mais tarde, entrou para o departamento de planeamento e coordenação de uma empresa de construção naval.

## Carreira
Heo começou a sua carreira de ator em 2011, quando entrou no programa de talentos da SBS Entertainment Awards, Miraculous Audition (기적의 오디션).
Ele ganhou destaque nacional como Ha Il-soo no filme de suspense de 2016, The Age of Shadows.
Para o seu papel em The Fortress (2017), Heo teve de aprender a língua manchu. Em 2021, na série original da Netflix, Squid Game, Heo interpretou o personagem Jang Deok-su.

## Filmografia

### Filme
| Ano  | Título                          | Papel             | Notas | Ref.          |
| ---- | ------------------------------- | ----------------- | ----- | ------------- |
| 2012 | Masquerade                      |                   |       |               |
| 2014 | Man on High Heels               |                   |       |               |
| 2014 | Haemoo                          |                   |       |               |
| 2014 | The Royal Tailor                | Oficial Jong      |       |               |
| 2016 | The Age of Shadows              | Ha Il-soo         |       | [ 7 ]         |
| 2017 | The Fortress                    | Yong Gol-dae      |       | [ 8 ] [ 9 ]   |
| 2017 | Beomjoidosi                     | Viper             |       |               |
| 2017 | The Bros                        | Monk / Hyeong-bae |       | [ 10 ]        |
| 2017 | The Swindlers                   | Jang Du-chil      |       | [ 11 ]        |
| 2018 | A Man's True Colors             | Tae-hoon          |       | [ 12 ]        |
| 2018 | Fengshui                        | Lee Si-young      |       |               |
| 2018 | Rampant                         | Lee Jung-rang     |       | [ 13 ]        |
| 2019 | Mal-Mo-E: The Secret Mission    | Ueda              |       | [ 14 ]        |
| 2019 | The 12th Suspect                | No Seok-hyun      |       | [ 15 ]        |
| 2019 | The Divine Move 2: The Wrathful | "Busan Weeds"     |       | [ 16 ]        |
| 2019 | Black Money                     | Prosecutor Choi   |       |               |
| 2020 | Hitman: Agent Jun               | Hyung-do          |       |               |
| 2020 | Collectors                      | Viper gang leader |       |               |
| 2022 | Stellar                         | Seo Sa-jang       |       |               |
| 2022 | Hunt                            | Jang Cheol-seong  |       | [ 17 ] [ 18 ] |
| 2022 | The Boys                        | Detetive Park     |       | [ 19 ]        |

### Televisão
| Ano  | Titulo                           | Papel                       | Notas                  | Ref.          |
| ---- | -------------------------------- | --------------------------- | ---------------------- | ------------- |
| 2014 | Jeong Do-jeon                    | Nam Won-seong               |                        | [ 20 ]        |
| 2014 | Bride of the Century             | Yi-hun's secretary          | Cameo (episódio 9)     |               |
| 2017 | Saimdang, Light's Diary          | Wang Jung-chul              | Cameo (episódio 14)    | [ 21 ]        |
| 2017 | Tunnel                           | Jung Ho-young               |                        |               |
| 2017 | Queen for Seven Days             | Shaman                      |                        |               |
| 2017 | Live Up to Your Name             | Gangster                    | Cameo                  |               |
| 2017 | Witch at Court                   | Baek Sang-ho                |                        |               |
| 2018 | Cross                            | Kim Hyung-beom              |                        | [ 22 ] [ 23 ] |
| 2018 | Your Honor                       | Hong Jung-soo               |                        |               |
| 2018 | Big Forest                       | Gil Kang                    | Cameo                  |               |
| 2019 | Liver or Die                     | Condoler                    | Cameo (episódio 1)     |               |
| 2019 | Different Dreams                 | Matsuura                    |                        |               |
| 2019 | Voice 3                          | Drug dealer                 | Cameo (episódios 2, 6) |               |
| 2019 | Watcher                          | Jang Hae-ryong              |                        | [ 24 ]        |
| 2019 | Psychopath Diary                 | Jang Chil-sung              |                        | [ 25 ]        |
| 2020 | Kingmaker: The Change of Destiny | Astrologer                  |                        |               |
| 2021 | Beyond Evil                      | Lee Chang-jin               |                        | [ 26 ]        |
| 2021 | Racket Boys                      | Coach Cheon                 |                        |               |
| 2021 | Squid Game                       | Jang Deok-su                |                        | [ 27 ]        |
| 2021 | The Silent Sea                   | Kim Jae-sun                 |                        |               |
| 2022 | Bloody Heart                     | Jo Won-pyo                  |                        | [ 28 ]        |
| 2022 | Insider                          | Yoon Byung-wook             |                        | [ 29 ]        |
| 2022 | Adamas                           | Choi Tae-seong / Chief Choi |                        |               |
| 2022 | A Model Family                   | Ma Sa-jang                  |                        |               |
| 2022 | Behind Every Star                | Goo Hae-joon                | Cameo                  |               |
| 2022 | Big Bet                          | Seo Tae-seok                |                        | [ 30 ]        |
| 2023 | Bait                             | Noh Sang-cheon              |                        |               |
| 2024 | Crash                            | Jeong Chae-man              |                        |               |
| 2025 | Good Boy                         | Go Man-sik                  |                        | [ 31 ]        |

## Prêmios e indicações
| Prêmio                                  | Ano  | Categoria                          | Trabalho             | Resultado | Ref.          |
| --------------------------------------- | ---- | ---------------------------------- | -------------------- | --------- | ------------- |
| APAN Star Awards                        | 2022 | Best Supporting Actor              | Squid Game & Insider | Venceu    | [ 32 ]        |
| Asia Artist Awards                      | 2021 | Best Actor Award                   | Squid Game           | Venceu    | [ 33 ] [ 34 ] |
| Asia Model Awards                       | 2021 | Asia Special Award                 | Squid Game           | Venceu    | [ 35 ]        |
| Baeksang Arts Awards                    | 2018 | Best New Actor – Film              | The Outlaws          | Indicado  |               |
| Baeksang Arts Awards                    | 2022 | Best Supporting Actor – Television | Squid Game           | Indicado  | [ 36 ]        |
| Buil Film Awards                        | 2022 | Best Supporting Actor              | Hunt                 | Indicado  | [ 37 ]        |
| Director's Cut Awards                   | 2022 | Best New Actor in series           | Squid Game           | Indicado  | [ 38 ]        |
| KBS Drama Awards                        | 2022 | Best Supporting Actor              | Bloody Heart         | Venceu    | [ 39 ]        |
| 26th Korea Culture Entertainment Awards | 2021 | Excellence Award for Male          | Squid Game           | Venceu    | [ 40 ]        |
| SBS Drama Awards                        | 2018 | Best Supporting Actor              | Your Honor           | Indicado  | [ 41 ]        |
| SBS Drama Awards                        | 2021 | Scene Stealer Award                | Racket Boys          | Venceu    | [ 42 ]        |